# Црква Светог Димитрија - Доња црква у Пограђу
Црква Светог Димитрија - Доња црква у Пограђу, насељу у општини Клина, подигнута је у периоду од 1550. до 1600. године и представља непокретно културно добро као споменик културе од изузетног значаја.
Бар три грађевинске фазе разазнају се на остацима већег храма у Пограђу, који мештани називају Светим врачима. Најстарији део је црква у ужем смислу – једнобродни наос са луцима прислоњеним уз подужне зидове и апсидом сачуваном у траговима.
Накнадно изграђена припрата је готово квадратне основе, сачувана до висине почетка свода. Остаци живописа показују несигниране стојеће светитељске фигуре у богато декорисаној одећи. Иако мали, фрагменти чине вероватном претпоставку да су живопис извели исти сликари који су радили у оближној Доњој цркви, па би се он могао датовати у другу половину 16. века.
Трећој градитељкој фази припадао би део зида са правоугаоном нишом, ослоњен уза сам западни угао северне фасаде припрате. Археолошка неистраженост онемогућује сигурније закључивање о првобитном облику и намени описаног зида.